# Jean-Maxime Claude

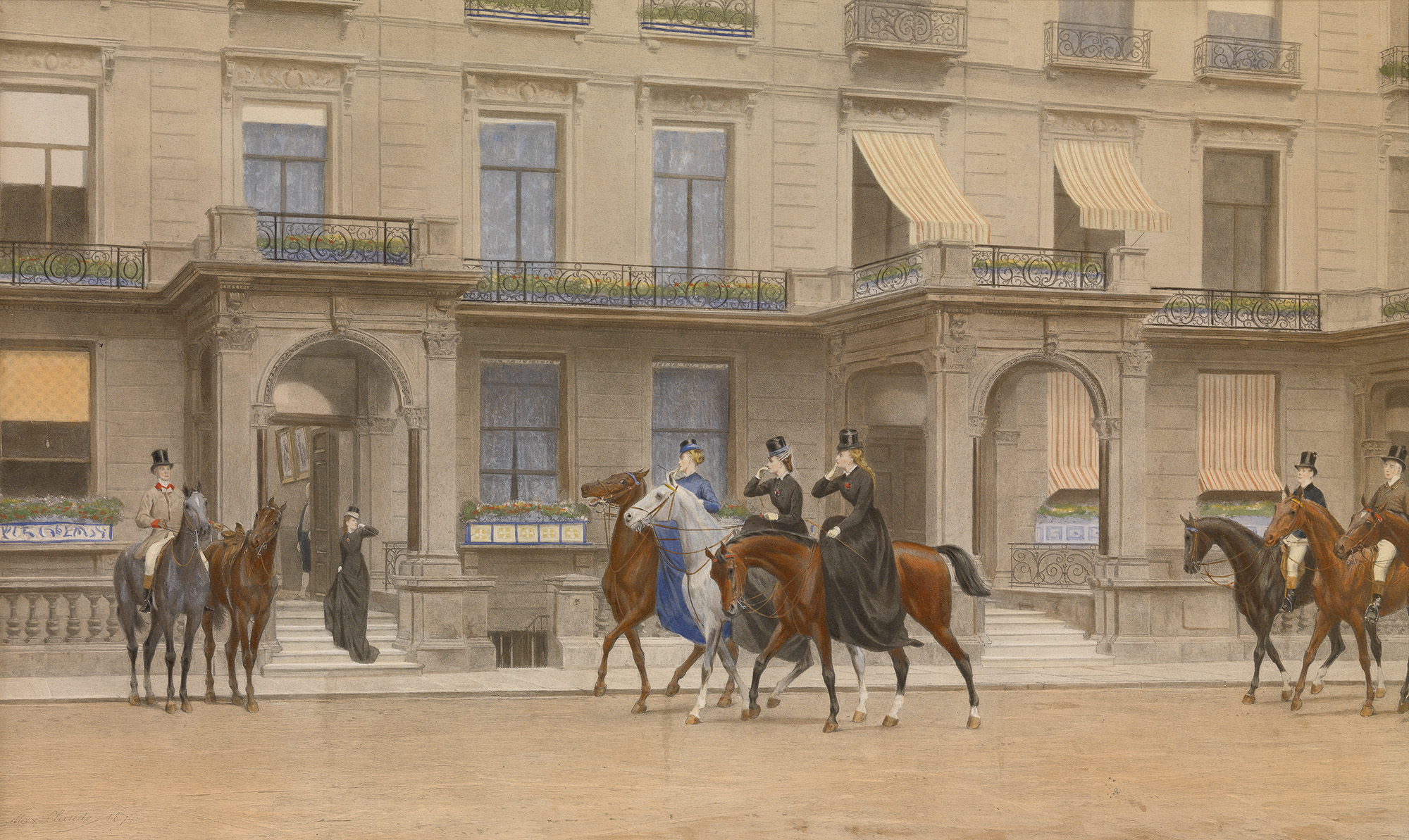
Rückkehr vom Rotten-Row-Ausritt vor der österreichischen Botschaft in London

Jean-Maxime Claude (* 24. Juni 1824 in Paris; † 1904 ebenda) war ein französischer Tier-, Genre- und Landschaftsmaler.
Clade war Schüler von Pierre-Victor Galland.
Seit 1861 stellte er im Salon der Société des Artistes Français aus und wurde 1866, 1869 und 1872 mit Medaillen ausgezeichnet.  Er war einer der Mitbegründer der Société des Aquarellistes. Er verbrachte einige Jahre in London.
Er zeigte sieben seiner Werke auf der Weltausstellung Paris 1900. 
Er wurde zum Ritter def Ehrenlegion ernannt.